# Kosovo ved sommer-OL 2016
Kosovo deltager ved Sommer-OL 2016 i Rio de Janeiro, Brasilien i perioden fra 5. til 21. august 2016. Dette var Kosovos første deltagelse i OL, siden de erhvervede medlemskab af Den Internationale Olympiske Komité (IOC) i december 2014.

## Medaljer
| Kosovo under sommer-OL 2016 i Rio de Janeiro | Kosovo under sommer-OL 2016 i Rio de Janeiro | Kosovo under sommer-OL 2016 i Rio de Janeiro | Kosovo under sommer-OL 2016 i Rio de Janeiro | Kosovo under sommer-OL 2016 i Rio de Janeiro |
| Medalje                                      | Navn                                         | Sport                                        | Konkurrence                                  | Dato                                         |
| -------------------------------------------- | -------------------------------------------- | -------------------------------------------- | -------------------------------------------- | -------------------------------------------- |
| Guld                                         | Majlinda Kelmendi                            | Judo                                         | Kvinders 52 kg                               | 7. august                                    |

## Svømning

### Resultater
| Dato      | Disciplin | H/D   | Udøver      | Indledende heat | Indledende heat | Semifinale          | Semifinale          | Finale              | Finale              |
| Dato      | Disciplin | H/D   | Udøver      | Tid             | Placering       | Tid                 | Placering           | Tid                 | Placering           |
| --------- | --------- | ----- | ----------- | --------------- | --------------- | ------------------- | ------------------- | ------------------- | ------------------- |
| 7. august | 100 m ryg | Damer | Rita Zeqiri | 1:12,31         | 34              | ude af konkurrencen | ude af konkurrencen | ude af konkurrencen | ude af konkurrencen |